# Berliner Illustrirte Zeitung
Berliner Illustrirte Zeitung (BIZ) var en tysk veckotidskrift som grundades 1891  i Berlin. Första numret gavs ut 4 januari 1892.
Första utgåvan av Berliner Illustrirte Zeitung utkom den 4 januari 1892. 1894 förvärvades tidskriften av Ullstein Verlag. Berliner Illustrirte Zeitung var Tysklands första tidskrift i massupplaga. BIZ såldes för 10 Pfennig på Berlins gator och torg, det kunde även en arbetare betala.  BIZ koncept var nytt för den tiden.  Man hade inga prenumerationer utan läsarna lockades att köpa bladet genom en intressant, på bilder byggande gestaltning. Redan 1902 visades fotografier inte bara på titelsidan utan även i tidskriftens inre del. I slutet av Weimarrepublikens tid uppnådde BIZ varje vecka en upplaga på nära två miljoner exemplar och distribuerades med förlagsegna flygplan över hela Tyskland.  Under Nazityskland fördrevs ägarfamiljen Ullstein och BIZ tjänade naziregimen som propagandablad. 
1941 ändrades stavningen till Berliner Illustrierte Zeitung. Efter andra världskriget återvände Ullstein och tidskriften såldes till Axel Springer. 
Tidskriften utkommer sedan 1945 inte regelbundet. Den har dock under namnet Berliner Illustrirte utkommit som särskilt temanummer vid bland annat Kennedy-besöket i Berlin 1963, i samband med  Berlinmurens fall 1989 och vid Tysklands återförening 3 oktober 1990. Sedan 18 mars 1984 används namnet, som en historisk erinran, även för Berliner Morgenposts söndagsmagasin.